# Antoine Caill
Pour les articles homonymes, voir Caill.
Antoine Caill, né le 7 février 1923 à Plouzévédé où il est mort le 26 avril 1976, est un homme politique français.

## Biographie
Issu d'une lignée d'élus locaux, dont un, Jacques Queinnec, avait siégé à la Convention (1792-1795), Antoine Caill est le fils, petit-fils et arrière-petit-fils de maires de Plouzévédé.
Après des études secondaires dans un lycée catholique de Saint-Pol-de-Léon, il est clerc de notaire, ainsi que greffier au tribunal d'instance et de police de Brest, qui devient sa principale activité dans les années 1950.
Investi dans la société de chasse locale, il succède à son père, vétérinaire, comme maire de Plouzévédé en 1959.
Trois ans plus tard, il reçoit le soutien de l'UNR pour succéder au député Joseph Pinvidic, qui ne se représente pas. Il est facilement élu au second tour, avec 61 % des voix, contre son concurrent divers droite Roger Chapalain.
Parlementaire assez discret, il cantonne ses interventions à des questions techniques ou locales. Réélu de justesse en 1967, avec 51,4 % des voix, face au centriste Yves Cabioch, il se fait remarquer en demandant des indemnisations par l'État des entreprises de pêche et de tourisme victimes de la pollution produite par l'échouage du pétrolier Torrey Canyon, le 18 mars 1967.
En juin 1968, après la dissolution de l'Assemblée nationale, il est réélu avec 53,5 % des voix. Ses interventions dans les débats sont plus marquées par l'intérêt pour les questions familiales et sociales.
Il est facilement réélu en 1973, à la faveur d'une triangulaire l'opposant à Chapalain, soutenu par les réformateurs, et au candidat du PS, obtenant 55,7 % au second tour. Pendant cette législature, il fait partie des députés de la majorité qui votent contre la Loi Veil, légalisant l'interruption volontaire de grossesse.
Il meurt d'une congestion cérébrale sur le quai de la gare de Rennes, le 26 avril 1976, alors qu’il se rendait à une réunion.
Son suppléant Yves Michel lui succède à l'assemblée nationale, tandis que son épouse, Marguerite, née Audibert, devient maire de Plouzévédé. Elle est ensuite, en 1978, suppléante de Charles Miossec, député élu dans la circonscription de son mari.

## Détail des fonctions et des mandats
Mandats parlementaires
- 25 novembre 1962 - 2 avril 1967 : Député de la 5e circonscription du Finistère
- 12 mars 1967 - 30 mai 1968 : Député de la 5e circonscription du Finistère
- 23 juin 1968 - 1er avril 1973 : Député de la 5e circonscription du Finistère
- 11 mars 1973 - 26 avril 1976 : Député de la 5e circonscription du Finistère

Mandats locaux
- mars 1959 - 26 avril 1976 : maire de Plouzévédé